# Kiss the Blade
Kiss the Blade ist eine 1991 gegründete Gothic Rock Band aus Wien. Die Band ist musikalisch stark von Fields of the Nephilim und The Sisters of Mercy, in ihren Anfangstagen auch von Christian Death und den Virgin Prunes, beeinflusst und bezeichnet ihren sehr harten, rocklastigen und psychedelischen von Flanger-Sounds geprägten, Stil selbst als Hard Goth.

## Diskografie
- 1993: Kiss the Blade (MC, Trost Records)
- 1994: Day X (MC, Eigenveröffentlichung)
- 1994: Walk the Knife´s Edge (MCD, Nightbreed Records)
- 1997: Black as Disillusion (CD, Alice In...)
- 2000: Headcrash - A Romance (CD, Höllenfeuer/Sturmhöhe)
- 2001: Heartbeat Amplified (CD, Upsolution)
- 2002: 7" (Single, Skulptur 23)
- 2002: The Third Smile (EP, UpScene)